# 澳柄宫革命旧址
澳柄宫革命旧址，位于中国福建省莆田市涵江区白沙镇澳东村，包括澳柄宫、澳柄桥、列宁小学、兴隆法坛和灵应法坛。澳柄宫是清代重建，奉祀建澳柄桥“祖师”的宫庙。在此发生的主要事件有：1926年成立农会和莆田山区第一个党支部，1928年成立莆田第一支工农游击队，1929年游击队扩编为红军第23军第8师207团，1930年邓子恢和张鼎丞在此召开扩干会议等。澳柄桥是南宋绍兴十三年（1143年）建的平梁石桥，为红军、游击队重要哨卡。列宁小学是红军在闽中创办的第一所学校。兴隆法坛和灵应法坛是红军、游击活动的重要据点。2009年11月16日公布为第七批福建省文物保护单位。